# NaturalPower

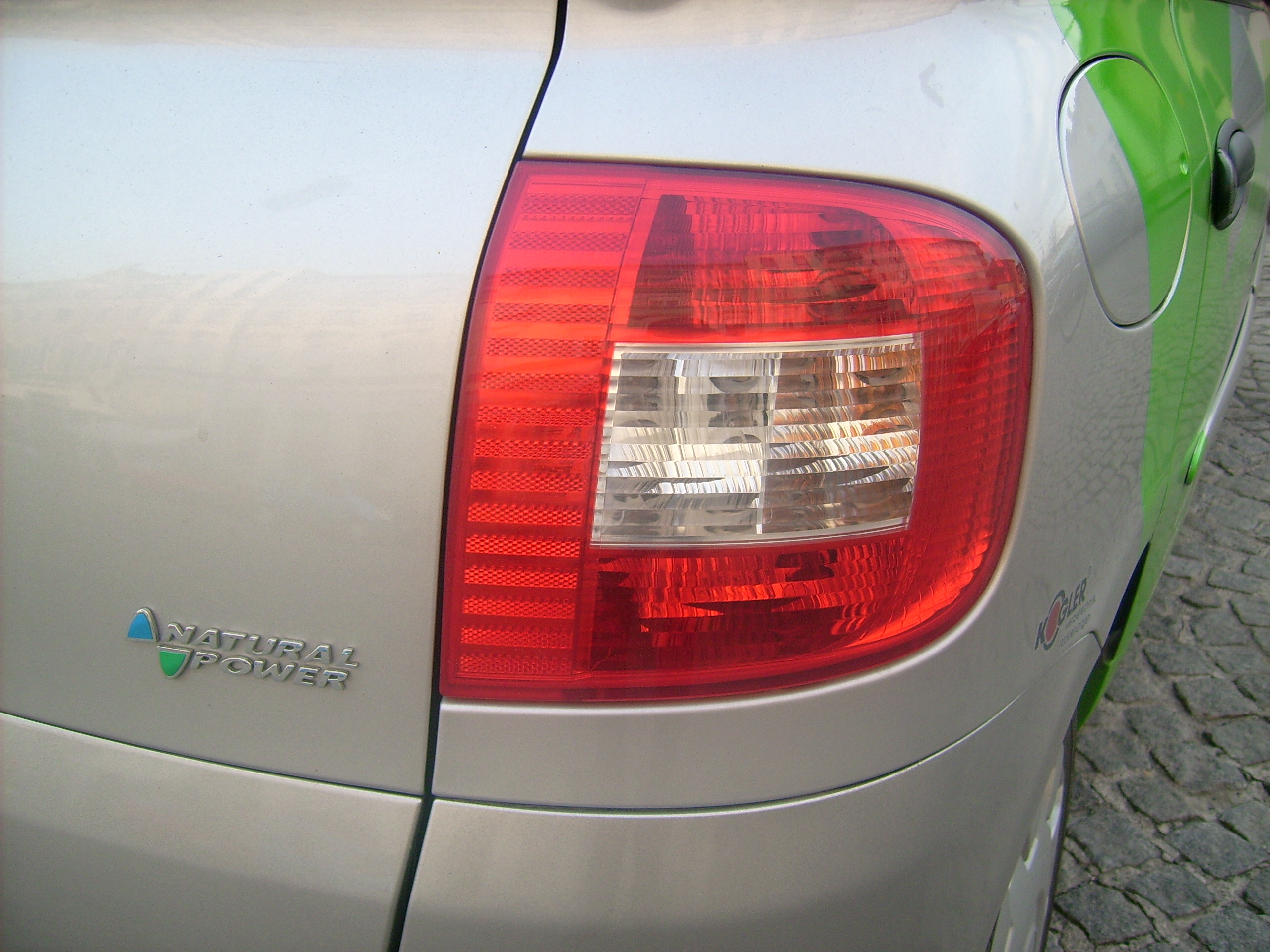
Fiat Multipla con el logotipo de Natural Power

NaturalPower es la denominación con la cual Fiat Group Automobiles designa ciertos automóviles con motor de gasolina adaptados para ser alimentados adicionalmente con gas natural comprimido (GNC). Anteriormente se venía usando la denominación Bi-Power. Esta tecnología se presentó en 2003 en el Fiat Punto de segunda generación, motivo por el cual fue galardonado en 2005 como vehículo verde del año.

## Descripción
En comparación con las versiones que solo usan gasolina, consta de dos sistemas de alimentación independientes para cada combustible y uno o varios tanques adicionales para almacenar el gas natural. No existe ninguna otra modificación mayor del motor. Por defecto el vehículo solo usa gasolina durante el arranque o cuando el gas natural está próximo a agotarse. Si se desea gestionar manualmente, es posible seleccionar uno u otro combustible voluntariamente pulsando un botón situado en el salpicadero. Los beneficios son fundamentalmente la reducción de emisiones contaminantes y una mayor economía de uso, debido al consumo bajo del gas natural y al menor precio de este frente a la gasolina. No obstante sus prestaciones usando solo gas natural son ligeramente inferiores.

## Comparativa

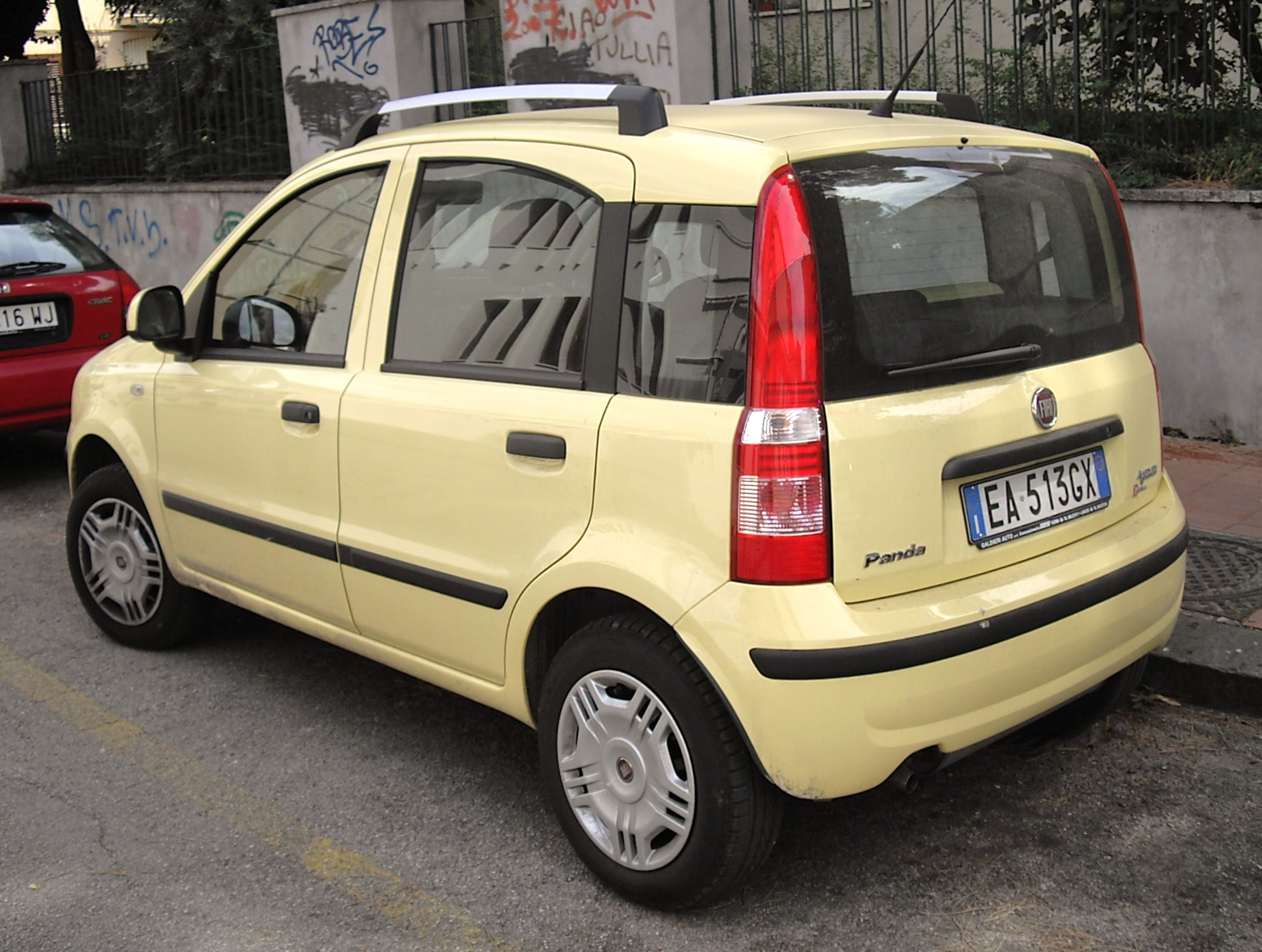
Fiat Panda Natural Power

Datos del Fiat Punto 1.2 8v Natural Power (2003), primer vehículo con denominación Natural Power funcionando con gasolina o metano:

### Alimentación con gas natural comprimido
- Potencia máxima: 38 kW (52 CV) a 5000 r. p. m.
- Par: 88 Nm a 3000 r. p. m.
- Velocidad máxima: 145 km/h
- 0–100 km/h: 19 s
- Consumos: 5,5 kg/100 km (ciclo urbano), 3,7 kg/100 km (ciclo extraurbano) y 4,3 kg/100 km (ciclo mixto)
- Depósito de metano: dos bombonas de 60,6 L en total que pueden contener 11 kg de metano
- Autonomía con metano: 260 kilómetros (ciclo mixto)
- Emisiones CO2: 103.2 g/km

### Alimentación con gasolina

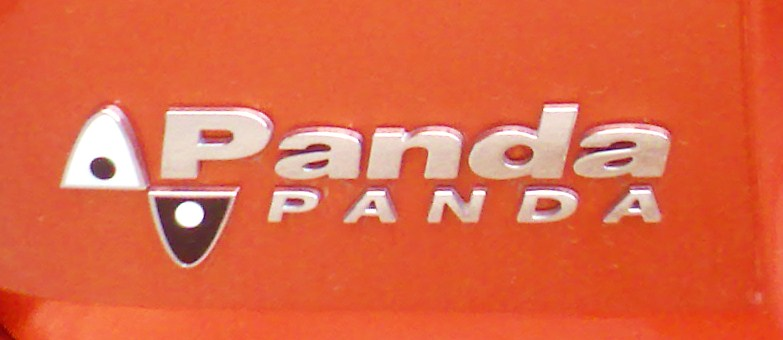
Logotipo Fiat Panda Natural Power

- Potencia máxima: 44 kW (60 CV) a 5000 r. p. m.
- Par: 102 Nm a 2500 r. p. m.
- Velocidad máxima: 155 km/h
- 0–100 km/h: 17 s
- Consumos: 8 L/100 km (ciclo urbano), 5,3 L/100 km (ciclo extraurbano) y 6,3 L/100 km (ciclo mixto)
- Depósito de gasolina: 47 L
- Autonomía con gasolina: 979 km (ciclo mixto)
- Emisiones CO2: 136 g/km

## Automóviles

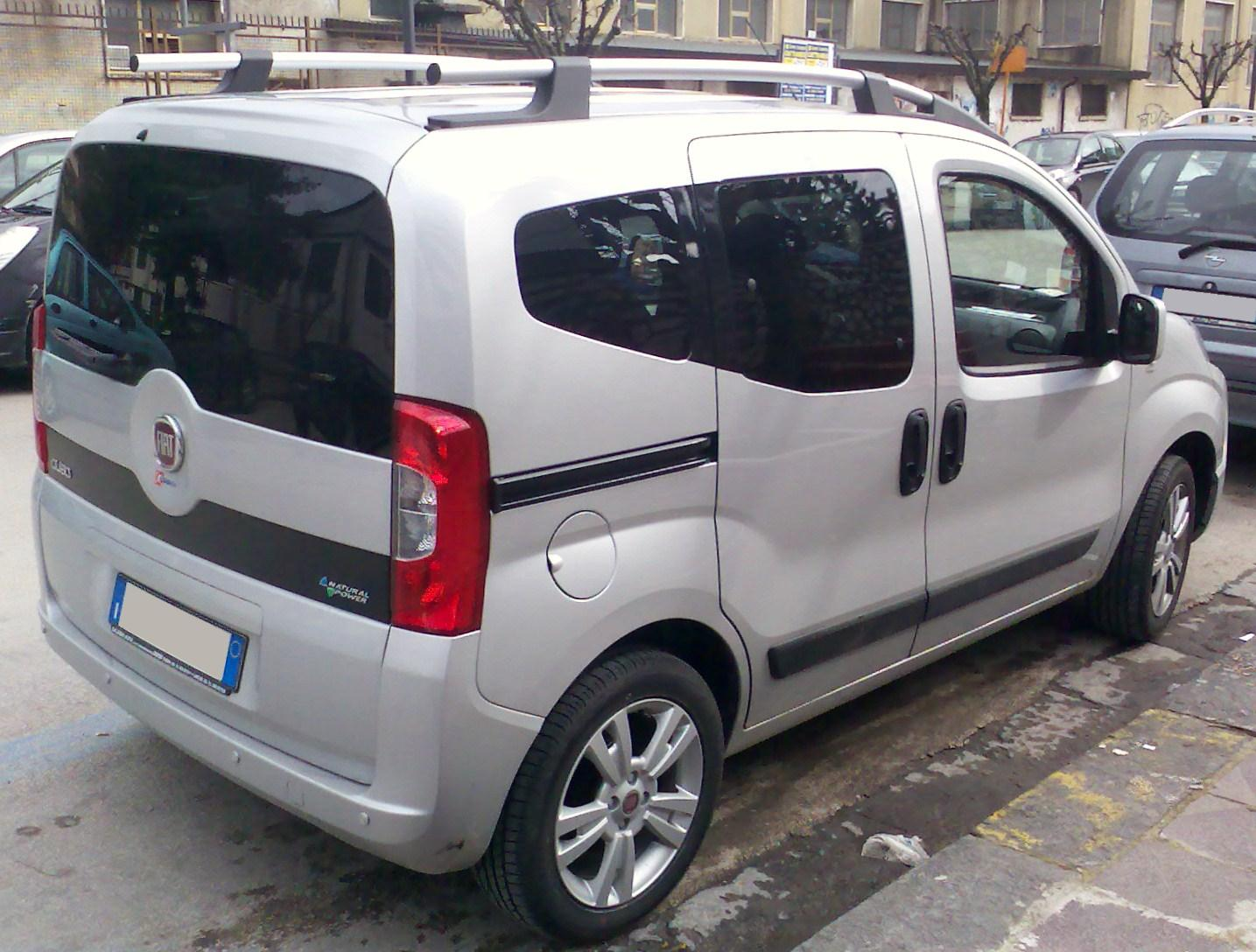
Fiat Qubo Natural Power

En la siguiente lista se recogen los automóviles dotados con el sistema Natural Power:
- Fiat Panda (2003)
- Fiat Punto Classic
- Fiat Grande Punto
- Fiat Punto EVO
- Fiat Qubo
- Fiat Multipla (1998)
- Fiat Doblò
- Fiat Doblò (2009)
- Fiat Fiorino
- Fiat Ducato
- Fiat Panda (2012)
- Fiat 500L

## Línea de tiempo

### Motorizaciones
| Motor       | 1996 | 1997 | 1998 | 1999 | 2000 | 2001 | 2002 | 2003 | 2004 | 2005 | 2006 | 2007 | 2008 | 2009 | 2010 | 2011 | 2012 | 2013 | 2014 |
| ----------- | ---- | ---- | ---- | ---- | ---- | ---- | ---- | ---- | ---- | ---- | ---- | ---- | ---- | ---- | ---- | ---- | ---- | ---- | ---- |
| 1.6         |      |      |      |      |      |      |      |      |      |      |      |      |      |      |      |      |      |      |      |
| 1.2 FIRE    |      |      |      |      |      |      |      |      |      |      |      |      |      |      |      |      |      |      |      |
| 1.4 FIRE    |      |      |      |      |      |      |      |      |      |      |      |      |      |      |      |      |      |      |      |
| 1.4 T-Jet   |      |      |      |      |      |      |      |      |      |      |      |      |      |      |      |      |      |      |      |
| 0.9 TwinAir |      |      |      |      |      |      |      |      |      |      |      |      |      |      |      |      |      |      |      |